# پرویزآباد (زیرکوه)
پرویز آباد روستایی در دهستان پترگان بخش مرکزی شهرستان زیرکوه استان خراسان جنوبی ایران است. بر پایه سرشماری عمومی نفوس و مسکن در سال ۱۳۹۰ جمعیت این روستا ۸۶ نفر (در ۲۴ خانوار) بوده است.